# Ured
Ured je poslovni prostor u kojem se uglavnom obavljaju menadžmentski poslovi poput pisanja, čitanja, računanje, razgovori i raspravljanja. Radno je mjesto administrativnog osoblja ustanova ili tvrtki.
Ovisno o poslu u uredu ne nalazi jedna ili više osoba. Objekti u uredu su uredski namještaj kao što su stol, ormari za knjige te telefon i telefaksi. Od sredine 1980-ih u većini ureda se nalazi i osobno računalo.
Ured je mjesto na kojem se rade administrativni poslovi.